# Jean de Fauquemont
Jean de Valkenburg ou Jean de Fauquemont (en néerlandais : Jan van Valkenburg), également connu sous le nom de Johan de Valkenburg-Bütgenbach (en néerlandais : Johan van Valkenburg-Bütgenbach) (Fauquemont ?, vers 1313 - Montjoie ?, 10 août 1352), était un chevalier noble du XIVe siècle de la maison Valkenburg-Heinsberg. Il était seigneur de Valkenburg et Montjoie-Bütgenbach, entre autres. Son court règne conduit à la fin de l'indépendance du pays de Valkenburg.

## Biographie succincte
Peu de choses sont connues sur la vie de Jean ou Johan de Valkenburg, arrière-petit-fils de Thierry II, petit-fils de Walram II, et neveu de Thierry III et Jean de Born. En tant que fils cadet de Reinoud van Valkenburg, il hérita de la seigneurie de Bütgenbach en 1333, aujourd'hui situé dans les cantons de l'Est en Belgique. Comme son frère aîné Thierry IV, Jean a été impliqué dans la guerre de Cent Ans en tant que mercenaire à la tête d'une troupe de cavaliers armés. En 1337, il se rendit en Angleterre en tant qu'envoyé du comte Otton II de Gueldre, où il passa quelque temps à la cour d'Édouard III d'Angleterre. Le 23 avril 1340, Jean, accompagné de son frère et de leur oncle Jean, seigneur van Born et Susteren, déclara la guerre au roi de France, puis ils combattirent conjointement en Flandre et dans le nord de la France. En 1344, il participa également, avec Guillaume IV de Hollande et de Zélande, à une des croisades baltes en Prusse, croisade menée par l'Ordre Teutonique contre les païens lituaniens et prussiens.
Vers 1340, il épousa à Berg op Zoom, Joanna van Voorne, fille d'Albert van Voorne et de Mechteld van Wesemael. Joanna était la nièce de Machteld van Voorne, la femme de son frère. Ce mariage a permis à Jean de se faire appeler seigneur de Berg op Zoom. Après la mort de son frère aîné Thierry IV, il est devenu également seigneur de Valkenburg et de Montjoie. Dans la ville de Saint-Vith, qui appartient aux Valkenburg depuis 1270, il fit construire un château et des fortifications. En 1350, il accorda les droits de ville à la cité. Deux ans plus tard, l'année de la mort de Jean, Montjoie a également reçu sa charte des droits de cité.
Le 25 juillet 1347, Jean était présent à Aix-la-Chapelle lorsque l'empereur Charles IV confirma les privilèges de cette ville. Deux semaines plus tard, l'empereur lui confia la garde de la ville dans un acte dans lequel il nomma Jean consanguineus et fidelis («mon parent et fidèle»).
Jean est mort à l'été 1352, à l'âge de moins de 40 ans, et a laissé derrière lui un territoire en faillite. Il a été enterré dans le monastère de Reichenstein près de Montjoie, où sa sœur Elisabeth était religieuse. Comme le mariage de Jean de Fauquemont et Joanna van Voorne était resté sans enfant, la lignée Clèves de la Maison Fauquemont-Heinsberg prit fin en 1352 et la bataille de succession de Fauquemont éclata par la suite. Après quelques décennies troublées, cela conduisit à l'annexion du pays par le duché de Brabant en 1378.

## Sources
- Habets, M., Jan I van Valkenburg-Montjoie, in: Heuvelland-Aktueel, 02-04-2008 (PDF sur le site web  vestingstadvalkenburg.nl).
- Silvertant, J., Valkenborgh.Geschiedenis en archeologie van de middeleeuwse vesting. Gulpen, 2014.
- Schurgers, H., J. Notten, L. Pluymaekers, Geschiedenis van Valkenburg-Houthem. Valkenburg, 1979.